# أوسيوغو (نيويورك)
أوسيوغو (بالإنجليزية: Oswego (town), New York)‏ هي بلدة أمريكية تقع في الولايات المتحدة في مقاطعة أوسويغو، نيويورك. يقدر عدد سكانها بـ 7,984 نسمة ومساحتها 76.0 كم2 و وترتفع عن سطح البحر 104 متر.

## أعلام
- ماري ووكر